# كواتينهيم
كواتينهيم (بالفرنسية: Quatzenheim)‏ هي بلدية تقع في إقليم الراين الأسفل من منطقة ألزاس في شمال شرق فرنسا. تبلغ مساحة هذه المدينة 3.07 (كم²)، وترتفع عن سطح البحر 165 م، يبلغ عدد سكانها 764 نسمة حسب إحصاء المعهد الوطني للإحصاء والدراسات الاقتصادية سنة 2009 م. وترأس Jean-Claude Dartevelle البلدية خلال فترة (2001 - 2008).

## وصلات خارجية
- صفحة البلدية على موقع المعهد الوطني للإحصاء والدراسات الاقتصادية (بالفرنسية)